# دیوید ویسنته
دیوید ویسنته (انگلیسی: David Vicente؛ زادهٔ ۲۳ آوریل ۱۹۹۹) بازیکن فوتبال اهل اسپانیا است.
از باشگاه‌هایی که در آن بازی کرده‌است می‌توان به باشگاه فوتبال رئال ساراگوسا اشاره کرد.